# Jagodnjak

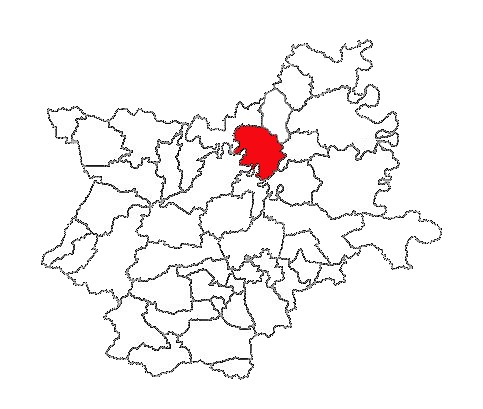
Lage der Siedlung Jagodnjak in der Gespanschaft Osijek-Baranja

Jagodnjak (deutsch Katschfeld, ungarisch Kácsfalu) ist eine Siedlung und eine Gemeinde in der Gespanschaft Osijek-Baranja in Kroatien. 2011 lebten hier 2.040 Einwohner.
Der Ort liegt im äußersten Osten Kroatiens nahe den Grenzen zu Ungarn und Serbien.

## Gemeinde
Die Gemeinde besteht aus den Dörfern (Einwohner Stand 2001)
- Bolman (Jagodnjak): 450
- Jagodnjak: 1469
- Majške Međe: 99
- Novi Bolman: 129

## Bevölkerung
| Bevölkerungsentwicklung | Bevölkerungsentwicklung | Bevölkerungsentwicklung | Bevölkerungsentwicklung | Bevölkerungsentwicklung | Bevölkerungsentwicklung | Bevölkerungsentwicklung | Bevölkerungsentwicklung | Bevölkerungsentwicklung | Bevölkerungsentwicklung | Bevölkerungsentwicklung | Bevölkerungsentwicklung | Bevölkerungsentwicklung | Bevölkerungsentwicklung | Bevölkerungsentwicklung | Bevölkerungsentwicklung |
| ----------------------- | ----------------------- | ----------------------- | ----------------------- | ----------------------- | ----------------------- | ----------------------- | ----------------------- | ----------------------- | ----------------------- | ----------------------- | ----------------------- | ----------------------- | ----------------------- | ----------------------- | ----------------------- |
| 1857                    | 1869                    | 1880                    | 1890                    | 1900                    | 1910                    | 1921                    | 1931                    | 1948                    | 1953                    | 1961                    | 1971                    | 1981                    | 1991                    | 2001                    | 2011                    |
| 2167                    | 2212                    | 2064                    | 2282                    | 2280                    | 2495                    | 2381                    | 2624                    | 2706                    | 2678                    | 2967                    | 2348                    | 2259                    | 1951                    | 1469                    | 1299                    |

2001 gab es im Ort
- Serben 64,72 %
- Kroaten 26,65 %
- Ungarn 2,88 %
- Roma1,18 %
- Deutsche 0,55 %

und weitere Nationalitäten.
Als Muttersprache wurde angegeben
- Serbisch 50,22 %
- Kroatisch 46,16 %

Bis 1945 gab es einen Anteil von Deutschen im Ort (Donauschwaben).

## Persönlichkeiten
- Josef Angster (1834–1918), bedeutender Katholischer Donauschwäbischer Orgelbauer in Ungarn
- Gustav Ebner (1846–1925), evangelischer Pfarrer und Erbauer der evangelischen Kirche

## Kirchen

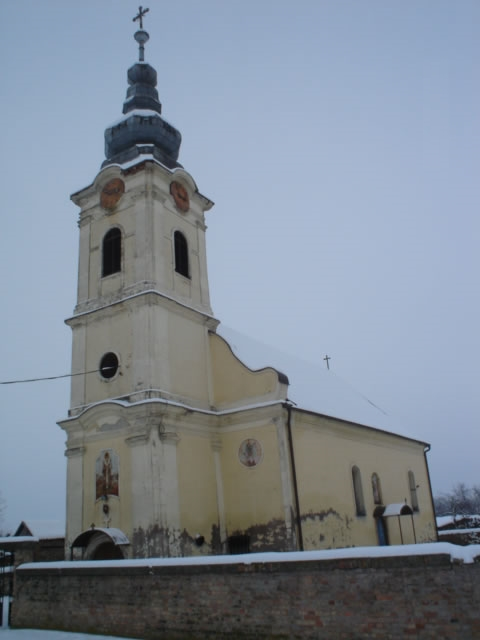
Kirche St. Nikolai, serbisch-orthodox

- Kirche St. Nikolai, serbisch-orthodox
- Kirche St. Peter und Paul
- Kirche St. Wenzel, römisch-katholisch